# Vieille-Église
Vieille-Église település Franciaországban, Pas-de-Calais megyében. Lakosainak száma 1496 fő (2022. január 1.). Vieille-Église Oye-Plage, Audruicq, Nouvelle-Église és Saint-Omer-Capelle községekkel határos.

## Népesség
A település népessége az elmúlt években az alábbi módon változott:
| Lakosok száma | 1409 | 1383 | 1400 | 1382 | 1400 | 1420 | 1440 | 1453 | 1496 |
|               | 2013 | 2015 | 2016 | 2017 | 2018 | 2019 | 2020 | 2021 | 2022 |